# Сворц-Крік (Мічиган)
Сворц-Крік (англ. Swartz Creek) — місто (англ. city) в США, в окрузі Дженесі штату Мічиган. Населення — 5897 осіб (2020).

## Географія
Сворц-Крік розташований за координатами 42°57′47″ пн. ш. 83°49′30″ зх. д. / 42.96306° пн. ш. 83.82500° зх. д. (42.963032, -83.825048).  За даними Бюро перепису населення США в 2010 році місто мало площу 10,48 км², з яких 10,48 км² — суходіл та 0,01 км² — водойми.

## Демографія
Згідно з переписом 2010 року, у місті мешкало 5758 осіб у 2554 домогосподарствах у складі 1632 родин. Густота населення становила 549 осіб/км².  Було 2749 помешкань (262/км²).
Расовий склад населення:
| - 91,6 % — білих - 5,1 % — чорних або афроамериканців - 0,8 % — азіатів - 0,2 % — корінних американців |

До двох чи більше рас належало 1,8 %. Частка іспаномовних становила 2,3 % від усіх жителів.
За віковим діапазоном населення розподілялося таким чином: 22,6 % — особи молодші 18 років, 57,3 % — особи у віці 18—64 років, 20,1 % — особи у віці 65 років та старші. Медіана віку мешканця становила 41,0 року. На 100 осіб жіночої статі у місті припадало 81,1 чоловіків;  на 100 жінок у віці від 18 років та старших — 77,5 чоловіків також старших 18 років.
Середній дохід на одне домашнє господарство  становив 55 547 доларів США (медіана — 44 046), а середній дохід на одну сім'ю — 65 850 доларів (медіана — 55 851). Медіана доходів становила 44 688 доларів для чоловіків та 41 058 доларів для жінок. За межею бідності перебувало 12,3 % осіб, у тому числі 19,3 % дітей у віці до 18 років та 3,3 % осіб у віці 65 років та старших.
Цивільне працевлаштоване населення становило 2220 осіб. Основні галузі зайнятості: освіта, охорона здоров'я та соціальна допомога — 23,6 %, виробництво — 17,9 %, роздрібна торгівля — 12,8 %.